# LaSalle (Québec)
LaSalle is een arrondissement van de stad Montréal, gelegen in het zuiden van de stad. Zuidwest, zuid en zuidoost van het arrondissement grenzen aan de rivier, de noordrand van het arrondissement wordt gevormd door het Canal de Lachine, het noordoosten grenst aan de arrondissementen Le Sud-Ouest en Verdun. Het arrondissement wordt doorkruist door het Canal de l'Aqueduc. 
De nederzetting kreeg in 1912 gemeentestatus en kreeg zijn naam van de voormalige kolonist René Robert Cavelier de La Salle. Tot 2002 bleef het een aparte gemeente. Voormalig Canadees premier Paul Martin, in die functie van 2003 tot 2006, zetelde als parlementslid voor het kiesdistrict van de gemeente respectievelijk het arrondissement van 1988 tot 2008.